# Crossing field
「crossing field」（クロッシング・フィールド）は、LiSAの楽曲。彼女の2枚目のシングルとして2012年8月8日にアニプレックスから発売された。

## 概要
前作「oath sign」から約9か月ぶりとなる2012年1作目のシングル。表題曲「crossing field」は、テレビアニメ『ソードアート・オンライン』アインクラッド編のオープニングテーマに起用された「信頼」をテーマとした曲で、LiSA自身も「ソードアート・オンラインの中の戦いをイメージした激しめの曲」であると語っている。PVも、楽曲のテーマが「信頼」であるため、希望の光を現すLiSAが暗闇で光を放つものとなっている。
2曲目の「Kiss me PARADOX」は「ワガママな女の子の男の子に求める10箇条」で、ケーキ、フルーツ、パスタを一度に食べたい女の子の、金持ちで背が高いイケメンに憧れる気持ちを歌っており、期間限定盤の「変わらない青」について書かれている。
販売形態は前作同様通常盤・初回生産限定盤・期間生産限定盤（SAO盤）の3仕様からなり、初回盤には「crossing field」のPVを収録したDVDが同梱され、SAO盤のディスクジャケットには原作の挿絵担当abecの描き下ろしによるアスナのイラストが描かれている。

## チャート成績
2012年8月20日付のオリコン週間シングルチャートで5位を獲得。初動売上は3.9万枚を記録し、前作から約0.6万枚減少した。自身のシングル作品が週間チャートTOP10入りを果たすのは前作「oath sign」から2作連続。
オリコンデイリーチャートでは、8月7日付で7位、8月8日付で4位、8月9日付で5位、8月10日付で3位、8月11日付で首位、8月12日付で2位を獲得し6日連続でデイリーチャートTOP10入りを果たした。なお、自身のシングル作品がデイリーチャートで首位を獲得するのは初。2012年8月度のオリコン月間シングルチャートで9位を獲得。推定売上枚数は6.3万枚を記録した。現在では累計売上が8万枚を突破している。
2012年8月20日付のBillboard JAPAN Hot 100で10位、Billboard JAPAN Hot Singles Salesで4位、Billboard JAPAN Hot Animationで2位を獲得した。2012年8月6日から8月12日調査分のサウンドスキャンの週間シングルCDソフトTOP20で期間生産限定盤が3位、初回生産限定盤が18位、2012年8月18日放送分のCOUNT DOWN TV内のThis Week's TOP 100では5位を獲得した。
2017年2月時点では日本含む全世界で50万ダウンロード、うち日本国外だけで15万ダウンロードを記録している。

## 批評
CDジャーナルは、「『いつかの手紙』はバラード曲、『KiSS me PARADOX』はキュートな曲。」と評した。

## 収録曲

### 初回生産限定盤・通常盤
| #         | タイトル                                                                                       | 作詞      | 作曲      | 編曲                                      | 備考                                                                 | 時間  |
| --------- | ---------------------------------------------------------------------------------------------- | --------- | --------- | ----------------------------------------- | -------------------------------------------------------------------- | ----- |
| 1.        | 「crossing field」(テレビアニメ『ソードアート・オンライン』アインクラッド編オープニングテーマ) | 渡辺翔    | 渡辺翔    | とく                                      |                                                                      | 4:10  |
| 2.        | 「いつかの手紙」                                                                               | 古屋真    | 黒須克彦  | 黒須克彦 (ストリングスアレンジ：星野孝文) | 古屋が、日比谷野外音楽堂で行われたLiSAのライブを観た上で作詞した曲。 | 5:40  |
| 3.        | 「KiSS me PARADOX」                                                                            | 古屋真    | 磯崎健史  | 磯崎健史                                  |                                                                      | 4:14  |
| 4.        | 「crossing field (Instrumental)」                                                              |           |           |                                           |                                                                      | 4:10  |
| 合計時間: | 合計時間:                                                                                      | 合計時間: | 合計時間: | 合計時間:                                 | 合計時間:                                                            | 18:14 |

| #  | タイトル                        | 作詞 | 作曲・編曲 |
| -- | ------------------------------- | ---- | ---------- |
| 1. | 「crossing field -Music Clip-」 |      |            |

### 期間生産限定盤
| #         | タイトル                     | 作詞      | 作曲      | 編曲           | 備考      | 時間  |
| --------- | ---------------------------- | --------- | --------- | -------------- | --------- | ----- |
| 1.        | 「crossing field」           |           |           |                |           | 4:10  |
| 2.        | 「いつかの手紙」             |           |           |                |           | 5:40  |
| 3.        | 「変わらない青」             | LiSA      | 渡辺翔    | 鈴木Daichi秀行 |           | 4:19  |
| 4.        | 「crossing field -TV ver.-」 |           |           |                |           | 1:37  |
| 合計時間: | 合計時間:                    | 合計時間: | 合計時間: | 合計時間:      | 合計時間: | 15:46 |

| #  | タイトル                                                 | 作詞 | 作曲・編曲 |
| -- | -------------------------------------------------------- | ---- | ---------- |
| 1. | 「crossing field -SWORD ART ONLINE non-credit opening-」 |      |            |

## カバー
- AKINO from bless4 -『アニソンナイト』にて歌唱（2023年12月2日）